# Parti Awami national
Ne doit pas être confondu avec Parti national Awami, Ligue Awami, Parti baloutche Awami ou Parti national baloutche (Awami).
Le Parti Awami national (en anglais : National Awami Party ; NAP) est un parti politique pakistanais de gauche fondé en 1957 et interdit en 1975. Il est orienté vers le socialisme démocratique et la défense d'intérêts régionaux et identités locales, défendant l'autonomie des provinces du pays.
Avec les élections législatives de 1970, le parti arrive en tête dans la Province de la Frontière-du-Nord-Ouest et le Baloutchistan et forme des gouvernements locaux. Ces derniers sont démis en 1973 par le pouvoir central et le parti est interdit en 1975. Le Parti national Awami fondé en 1986 émerge comme son héritier. 

## Histoire

### Avant la partition du Pakistan oriental

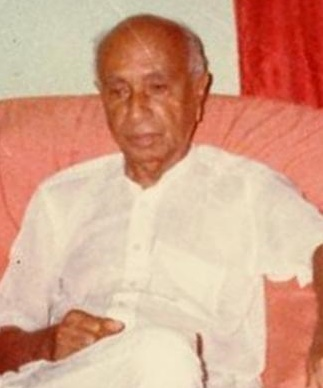
Ghulam Murtaza Shah Syed, nationaliste sindi.

Le Parti Awami national est fondé à Dacca en 1957 par des militants socialistes et régionalistes, notamment des Bengalis, Pachtounes, Baloutches et Sindis. Parmi ses membres fondateurs, on trouve le nationaliste sindi Ghulam Murtaza Shah Syed, Habib Jalib, Mian Iftikharuddin, le Baloutche Ghaus Bakhsh Bizenjo, les Pachtounes Khan Abdul Ghaffar Khan et Abdul Samad Khan Achakzai notamment. On y retrouve aussi des membres du Parti communiste du Pakistan, interdit en 1951,.
À sa fondation, le parti se situe dans l'opposition au pouvoir dominé par les Pendjabis. Il se place dans le socialisme démocratique et demande une autonomie pour les régions du Pakistan, critiquant la réforme territoriale de 1954 qui réduit les provinces du pays à seulement deux, le Pakistan oriental et le Pakistan occidental.
Après le coup d'État du 7 octobre 1958, le Parti Awami national est interdit en même temps que tous les partis politiques. Il est refondé en 1962 quand les partis politiques sont de nouveau autorisés. Avec la fondation du Parti du peuple pakistanais en 1967, également orienté vers le socialisme, le parti Awami est affaibli et divisé.

### Après la création du Bangladesh
Lors des élections législatives de 1970, le parti remporte seuls six sièges avec 800 000 voix et 2,4 % de l'électorat. Il réalise une performance négligeable au Pakistan oriental où la Ligue Awami est largement victorieuse, conduisant à l'indépendance du Bangladesh un an plus tard. Le parti arrive toutefois en tête dans deux provinces de l'ouest du Pakistan, la Province de la Frontière-du-Nord-Ouest et le Baloutchistan, et y forme des gouvernements locaux à partir de 1972. 
En 1973, le Parti Awami entre en conflit avec le gouvernement central de Zulfikar Ali Bhutto qui l'accuse de volonté autonomiste et de soutenir des insurgés indépendantistes baloutches. Les gouvernements locaux du parti sont démis et ses membres sont jugés en 1975 et condamnés à la prison. La même année, le parti est interdit par le pouvoir.
En 1986, le Parti national Awami fondé par Khan Abdul Ghaffar Khan émerge comme un héritier de ce parti.